# Ꝏ
Pour les articles homonymes, voir OO.
Cette page contient des caractères spéciaux ou non latins. S’ils s’affichent mal (▯, ?, etc.), consultez la page d’aide Unicode.
Ꝏ (minuscule ꝏ), appelé o dans l’o, o-o liés, o-o collés, ou encore double o, est une ligature et un graphème, représentant une voyelle, utilisé en vieux norrois au Moyen Âge, ou en massachusett du  XVIIe siècle jusqu’au début du XXe siècle,,. Il n’est pas à confondre avec la ligature ꜵ ou la ligature ꭃ.

## Utilisation
Au Moyen Âge, l’o dans l’o est utilisé en vieux norrois pour représenter le /o/ long.
Au XVIe siècle, Jean-Antoine de Baïf a utilisé le oo dans des autographes de ses poèmes et chansons, avec une orthographe basée sur celle de Pierre de la Ramée.
L’o dans l’o est également utilisé dans plusieurs transcriptions phonétiques, dont notamment la transcription phonétique Dania.

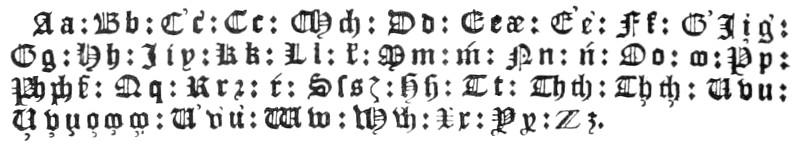
Alphabet phonétique anglais proposé par William Bullokar (1580) avec les lettres ꝏ et ꝏ̧.

Le oo est utilisé comme symbole phonétique dans certains volumes de la collection Beiträge zur Schweizerdeutschen Grammatik, dont les descriptions de dialectes du suisse allemand:
- dialecte de Jaun] par Karl Stucki en 1917[6] ;
- dialecte d’Obersaxen par Leo Brun en 1918[7] ;
- dialecte de Fribourg (District du Lac) par Walter Henzen en 1927[8] ;

ou encore avec le tréma ‹ ꝏ̈ › dans les descriptions de dialectes suivantes :
- dialecte du canton de Glaris par Catharina Streift  en 1915[9] ;
- dialecte  du canton d’Uri par Walter Clauß en 1929[10].

## Représentations informatiques
L’o dans l’o peut être représenté avec les caractères Unicode (latin étendu D) suivants :
| formes    | représentations | chaînes de caractères | points de code | descriptions               |
| --------- | --------------- | --------------------- | -------------- | -------------------------- |
| capitale  | Ꝏ               | Ꝏ                     | U+A74E         | lettre majuscule latine oo |
| minuscule | ꝏ               | ꝏ                     | U+A74F         | lettre minuscule latine oo |